# ラグランジュ力学
ラグランジュ力学（ラグランジュりきがく、英語：Lagrangian mechanics）は、一般化座標とその微分を基本変数として記述された古典力学である。フランスの物理学者ジョゼフ＝ルイ・ラグランジュが創始した。後のハミルトン力学と同様にニュートン力学を再定式化した解析力学の一形式である。

## 概要
ラグランジュ形式の解析力学は最小作用の原理によって構成される。
元々はニュートン的な力学の分野において成立したが、電磁気学や相対性理論でも応用することが出来て、これらの分野における基礎方程式（マクスウェル方程式、アインシュタイン方程式）を導き出すことが出来る。
また、量子力学においても、経路積分の方法は最小作用の原理に関連して考え出された方法である。
ラグランジュ形式では一般化座標によって記述されており、変数の取り方が任意である。
ニュートンの運動方程式はベクトルの方程式であり、デカルト座標以外では煩雑な座標変換が必要となるが、ラグランジュ形式においてはラグランジアンはスカラーであり座標変換が簡単である。
実際の計算上でも、例えば長さが一定の振り子などで円周上を運動する場合には、平面内の運動なのでニュートンの運動方程式では2つの方向の2変数が必要となるが、ラグランジュ形式では一般化座標として角度を選ぶことにより1変数の方程式が得られる。
もちろんニュートンの運動方程式はラグランジュ形式と等価なので適当な変換により同じ式が得られるが、ラグランジュ形式では直接得られる点で便利である。

## 定式化
ラグランジュ形式において、力学系の運動状態を指定する力学変数は一般化座標 {\displaystyle q(t)=(q_{1}(t),\ldots )} である。力学系の性質は一般化座標とその微分（一般化速度）、および時間を変数とする関数 {\displaystyle L(q(t),{\dot {q}}(t),t)} によって記述される。この力学系の性質を記述する関数 L はラグランジュ関数（ラグランジアン）と呼ばれる。
ラグランジュ形式において、作用汎関数はラグランジュ関数の時間積分
{\displaystyle S[q]=\int _{t_{\text{I}}}^{t_{\text{F}}}L(q(t),{\dot {q}}(t),t)\,dt}
として与えられる。
一般化座標は実際には起こらない運動の値も取りうるが、そこから実際の運動を導く方法が最小作用の原理である。すなわち、作用汎関数が最小となる運動が実際に起こる運動である。
作用の停留条件から、ラグランジュの運動方程式（オイラー＝ラグランジュ方程式）
{\displaystyle {\frac {\delta S[q]}{\delta q_{i}(t)}}={\frac {\partial L}{\partial q_{i}}}-{\frac {d}{dt}}{\frac {\partial L}{\partial {\dot {q}}_{i}}}=0}
が得られる。
これはニュートンの運動方程式と同等である。

### 運動量
一般化座標に共役な一般化運動量は、ラグランジアンの一般化速度による偏微分
{\displaystyle p_{i}\equiv {\frac {\partial L}{\partial {\dot {q}}_{i}}}}
によって定義される。
これは並進対称性から導かれる保存量である。
一般化運動量を用いると、ラグランジュの運動方程式は
{\displaystyle {\dot {p}}_{i}={\frac {\partial L}{\partial q_{i}}}}
となる。ニュートンの運動方程式との比較から、右辺は一般化された力と見ることも出来る。
ハミルトン形式では一般化座標と一般化運動量によって記述されている。
一般化運動量は正準共役量であり、共役運動量や正準運動量と呼ばれることもある。

## ラグランジュ関数
ラグランジュ関数（ラグランジアン、Lagrangian）は、物理的な力学系の動力学を記述するために用いられる関数である。
ラグランジアン {\displaystyle L(q,{\dot {q}},t)} は一般に運動エネルギー T とポテンシャル V の差
{\displaystyle L(q,{\dot {q}},t)=T-V}
の形で書かれる。
ラグランジアンはエネルギーの次元を持つスカラーであるが、観測可能な物理量ではなく、その値自体に物理的な意味があるわけではない。特に、座標と時間の任意関数 {\displaystyle f(q,t)} の時間による全微分を加える変換
{\displaystyle L'(q,{\dot {q}},t)=L(q,{\dot {q}},t)+{\frac {d}{dt}}f(q,t)}
を行っても全く同じ力学系を表す。
この全微分は連鎖律により
{\displaystyle {\frac {d}{dt}}f(q,t)={\dot {q}}_{i}\cdot {\frac {\partial f}{\partial q_{i}}}+{\frac {\partial f}{\partial t}}}
となるので、この変換に対して、共役運動量は
{\displaystyle p'_{i}={\frac {\partial L'}{\partial {\dot {q}}_{i}}}=p_{i}+{\frac {\partial f}{\partial q_{i}}}}
と変換される。したがって、新たな共役運動量の時間微分は
{\displaystyle {\dot {p}}'_{i}={\dot {p}}_{i}+{\frac {d}{dt}}{\frac {\partial f}{\partial q_{i}}}}
となる。一方、一般化された力は
{\displaystyle {\frac {\partial L'}{\partial q_{i}}}={\frac {\partial L}{\partial q_{i}}}+{\frac {\partial }{\partial q_{i}}}{\frac {d}{dt}}f}
と変換される。任意関数 f に作用する全微分 d/dt と座標の偏微分 ∂/∂q が交換可能なので、この変換に対して運動方程式が保たれる。

## 座標変換
座標変換 {\displaystyle q\mapsto Q} が
{\displaystyle q_{i}=g_{i}(Q,t)}
で表されるとき、新たな座標の下でのラグランジアンは
{\displaystyle {\tilde {L}}(Q,{\dot {Q}},t)=L(g(Q,t),{\dot {g}}(Q,t),t)}
で与えられ、新たなラグランジアンから導かれる運動方程式は
{\displaystyle {\frac {\delta {\tilde {S}}[Q]}{\delta Q_{I}(t)}}={\frac {\partial {\tilde {L}}}{\partial Q_{I}}}-{\frac {d}{dt}}{\frac {\partial {\tilde {L}}}{\partial {\dot {Q}}_{I}}}=0}
である。このように写像の合成で座標変換を容易に行えることが一般化座標で表されるラグランジュ形式の利点の一つである。
座標変換の時間微分は連鎖律により
{\displaystyle {\dot {g}}_{i}(Q,t)={\frac {dg_{i}}{dt}}(Q,t)={\dot {Q}}_{I}\cdot {\frac {\partial g_{i}}{\partial Q_{I}}}(Q,t)+{\frac {\partial g_{i}}{\partial t}}(Q,t)}
であるため、新たな座標に共役な運動量は
{\displaystyle P_{I}(t)={\frac {\partial {\tilde {L}}}{\partial {\dot {Q}}_{I}}}={\frac {\partial L}{\partial {\dot {q}}_{i}}}{\frac {\partial g_{i}}{\partial Q_{I}}}=p_{i}\cdot {\frac {\partial g_{i}}{\partial Q_{I}}}}
となる。

### 母関数
座標変換は
{\displaystyle W(p,Q,t)=p_{i}\cdot g_{i}(Q,t)}
で定義される母関数により生成される。
座標変換は
{\displaystyle q_{i}={\frac {\partial W}{\partial p_{i}}}}
で与えられ、新たな運動量は
{\displaystyle P_{I}={\frac {\partial W}{\partial Q_{I}}}}
で与えられる。
先の任意関数によるラグランジュ関数の変換を伴う場合の母関数は
{\displaystyle W(p,Q,t)=p_{i}\cdot g_{i}(Q,t)+f(Q,t)}
で与えられる。

## 拘束系
拘束条件が課された系にラグランジュ形式を用いる際に、一般座標を適当に選ぶことによって、拘束条件が常に満たされるようにすることができる。上で挙げた振り子の例であれば、座標変数に角度を選ぶことによって長さが一定という拘束条件が常に満たされるようにしている。
これの手法とは別に、ラグランジュの未定乗数法を用いて作用汎関数（ラグランジュ関数）に拘束条件を取り入れる方法がある。
一般化座標 q に対して、拘束条件
{\displaystyle \varPhi (q,t)=0}
が課されている場合を考える。
このとき、作用は
{\displaystyle S_{\text{b}}[q,\beta ]=S[q]+\int _{t_{\text{I}}}^{t_{\text{F}}}\beta (t)\,\varPhi (q,t)\,dt}
によって拘束条件が取り入れられる。ここで導入された β(t) がラグランジュの未定乗数である。
拘束条件は全ての時間で成り立つので、未定乗数も各々の時間に対して導入される時間の関数である。
拘束条件が取り入れられた作用に対して最小作用の原理を適用して
{\displaystyle {\frac {\delta S_{\text{b}}[q,\beta ]}{\delta q_{i}(t)}}={\frac {\partial L}{\partial q_{i}}}+\beta (t){\frac {\partial \varPhi }{\partial q_{i}}}-{\frac {d}{dt}}{\frac {\partial L}{\partial {\dot {q}}_{i}}}=0}
{\displaystyle {\frac {\delta S_{\text{b}}[q,\beta ]}{\delta \beta (t)}}=\varPhi (q,t)=0}
が得られる。力学変数 q に対応する運動方程式には「拘束力」β(∂Φ/∂q) が加えられ、未定乗数に対応する運動方程式として拘束条件が導かれる。

## ハミルトン形式との関係
ハミルトン形式とラグランジュ形式はルジャンドル変換を通して等価である。ただし、ラグランジアンが退化している場合は、ルジャンドル変換が微分同相写像ではなくなり、ラグランジュ系からハミルトン系へ移行することができなくなる。この退化している場合の処方としてポール・ディラックの拘束理論が知られている。

## ラグランジュ形式による場の理論
特に相対論的な場の理論の場合では、ラグランジュ形式から出発するのが一般的である。その方が相対論的不変性などの対称性が見やすいからである。
力学変数としては場 {\displaystyle \phi (x)}を考える。作用積分はラグランジアン密度 {\displaystyle {\mathcal {L}}(\phi ,\partial \phi ,x)} により
{\displaystyle S[\phi ]={\frac {1}{c}}\int {\mathcal {L}}(\phi ,\partial \phi ,x){\sqrt {-g}}\,d^{d}x}
で書かれる。その変分は
{\displaystyle {\begin{aligned}\delta S&={\frac {1}{c}}\int \left({\frac {\partial {\mathcal {L}}}{\partial \phi }}\delta \phi +{\frac {\partial {\mathcal {L}}}{\partial (\partial _{\mu }\phi )}}\partial _{\mu }\delta \phi \right){\sqrt {-g}}\,d^{d}x\\&={\frac {1}{c}}\int \left[{\frac {\partial {\mathcal {L}}}{\partial \phi }}-{\frac {1}{\sqrt {-g}}}\partial _{\mu }\left({\frac {\partial {\mathcal {L}}}{\partial (\partial _{\mu }\phi )}}{\sqrt {-g}}\right)\right]\delta \phi {\sqrt {-g}}\,d^{d}x+{\frac {1}{c}}\oint {\frac {\partial {\mathcal {L}}}{\partial (\partial _{\mu }\phi )}}\delta \phi {\sqrt {-g}}\,d\varSigma _{\mu }\\\end{aligned}}}
となり、ラグランジュの運動方程式として
{\displaystyle {\frac {c}{\sqrt {-g}}}{\frac {\delta S[\phi ]}{\delta \phi (x)}}={\frac {\partial {\mathcal {L}}}{\partial \phi }}-{\frac {1}{\sqrt {-g}}}\partial _{\mu }\left({\frac {\partial {\mathcal {L}}}{\partial (\partial _{\mu }\phi )}}{\sqrt {-g}}\right)=0}
が得られる。

## ラグランジュ関数の存在条件
座標の2階微分  について高々1次である次の運動方程式
{\displaystyle A_{ij}(q,{\dot {q}},t){\ddot {q}}^{j}+B_{i}(q,{\dot {q}},t)=0,\quad (i,j=1,\dots ,N)}
（ただし q = (q1, ..., qN)）を導くラグランジュ関数が局所的に存在する必要十分条件は以下であることがヘルムホルツにより調べられている：
{\displaystyle {\begin{aligned}A_{ij}&=A_{ji},\\{\frac {\partial A_{jk}}{\partial {\dot {q}}^{i}}}&={\frac {\partial A_{ki}}{\partial {\dot {q}}^{j}}},\\{\frac {\partial B_{i}}{\partial {\dot {q}}^{j}}}+{\frac {\partial B_{j}}{\partial {\dot {q}}^{i}}}&=2\left({\dot {q}}^{k}{\frac {\partial }{\partial q^{k}}}+{\frac {\partial }{\partial t}}\right)A_{ij},\\2\left({\frac {\partial B_{i}}{\partial q^{j}}}-{\frac {\partial B_{j}}{\partial q^{i}}}\right)&=\left({\dot {q}}^{k}{\frac {\partial }{\partial q^{k}}}+{\frac {\partial }{\partial t}}\right)\left({\frac {\partial B_{i}}{\partial {\dot {q}}^{j}}}-{\frac {\partial B_{j}}{\partial {\dot {q}}^{i}}}\right).\end{aligned}}}
このとき、ラグランジュ関数は以下で与えられる：
{\displaystyle {\begin{aligned}L(q,{\dot {q}},t)&=K(q,{\dot {q}},t)+D_{i}(q,t){\dot {q}}^{i}+C(q,t),\\K(q,{\dot {q}},t)&=\int _{0}^{1}{\dot {q}}^{i}H_{i}(q,{\dot {q}}\tau ,t)\mathrm {d} \tau ,\\D_{i}(q,t)&=q^{j}\int _{0}^{1}\mathrm {d} \tau \ \tau Z_{[i,j]}(\tau q,t)+{\frac {\partial G}{\partial q^{i}}},\\C(q,t)&=q^{i}\int _{0}^{1}\mathrm {d} \tau \ Y_{i}(q\tau ,t),\\H_{i}(q,{\dot {q}},t)&:=\int _{0}^{1}\mathrm {d} \tau \ A_{ij}(q,\tau {\dot {q}},t){\dot {q}}^{j},\\Z_{[i,j]}(q,t)&\equiv -Z_{[j,i]}(q,t):={\frac {1}{2}}\left({\frac {\partial B_{i}}{\partial {\dot {q}}^{j}}}-{\frac {\partial B_{j}}{\partial {\dot {q}}^{i}}}\right)+{\frac {\partial ^{2}K}{\partial q^{i}\partial {\dot {q}}^{j}}}-{\frac {\partial ^{2}K}{\partial {\dot {q}}^{i}\partial q^{j}}},\\Y_{i}(q,t)&:=\left\{{\frac {\partial ^{2}K}{\partial q^{i}\partial {\dot {q}}^{j}}}+{\frac {1}{2}}\left({\frac {\partial B_{i}}{\partial {\dot {q}}^{j}}}-{\frac {\partial B_{j}}{\partial {\dot {q}}^{i}}}\right)\right\}{\dot {q}}^{j}-{\frac {\partial K}{\partial q^{i}}}-B_{i}+{\frac {\partial ^{2}K}{\partial {\dot {q}}^{i}\partial t}}+{\frac {\partial D_{i}}{\partial t}}.\end{aligned}}}
ここで G は q, t の任意関数である。

## 具体例

### 相対論的な粒子系
相対論的な系では、時間は位置と共に4元ベクトルとなるので、時間は力学変数となり、運動のパラメータではなくなる。パラメータを λ として、力学変数を
{\displaystyle X=(X_{i}^{\mu }(\lambda ))=(ct_{i}(\lambda ),{\boldsymbol {x}}_{i}(\lambda ))}
とする。ここで μ は時空の添え字で、i は粒子を区別する添え字である。
自由粒子系を考えると、作用積分は
{\displaystyle S[X]=\int L(X,{\dot {X}},\lambda )\,d\lambda =-\int \sum _{i}\left(m_{i}c{\sqrt {-\eta _{\mu \nu }\,{\dot {X}}_{i}^{\mu }{\dot {X}}_{i}^{\nu }}}\right)\,d\lambda }
である。ここで η は平坦な時空の計量で {\displaystyle \eta =\mathrm {diag} (-1,1,\ldots ,1)} である。
平方根の中が正である為に、作用積分の段階で運動は時間的なものに限定されている。
ラグランジュの運動方程式は
{\displaystyle {\frac {\delta S[X]}{\delta X_{i}^{\mu }(\lambda )}}=-{\dot {p}}_{i\mu }(\lambda )=0}
となる。
ここで、一般化運動量は
{\displaystyle p_{i\mu }(\lambda )={\frac {\partial L}{\partial {\dot {X}}_{i}^{\mu }}}=m_{i}c{\frac {\eta _{\mu \nu }\,{\dot {X}}_{i}^{\nu }(\lambda )}{\sqrt {-({\dot {X}}_{i})^{2}}}}}
{\displaystyle p_{i}^{\mu }(\lambda )=\eta ^{\mu \nu }\,p_{i\nu }(\lambda )={\frac {m_{i}c{\dot {X}}_{i}^{\mu }(\lambda )}{\sqrt {-({\dot {X}}_{i})^{2}}}}}
である。
固有時間 {\displaystyle c^{2}d\tau _{i}^{2}=\eta _{\rho \sigma }dX_{i}^{\rho }dX_{i}^{\sigma }} を使うと
{\displaystyle p_{i}^{\mu }(\tau _{i})=m_{i}{\frac {dX_{i}^{\nu }}{d\tau _{i}}}=\left(m_{i}c{\frac {dt_{i}}{d\tau _{i}}},m_{i}{\frac {d{\boldsymbol {x}}_{i}}{d\tau _{i}}}\right)=(E_{i}/c,{\boldsymbol {p}}_{i})}
となる。

#### 補助変数の導入
この作用は平方根の中に微分を含む形のため扱いが困難である。
補助変数 γi(λ) を導入して別の形に書くことが出来る。
{\displaystyle S[X,\gamma ]={\frac {1}{2}}\int \sum _{i}\left({\frac {1}{{\gamma _{i}}^{2}}}\eta _{\mu \nu }{\dot {X}}_{i}^{\mu }{\dot {X}}_{i}^{\nu }-m_{i}^{2}c^{2}\right)\gamma _{i}d\lambda }
この作用積分は多くの系の運動項と同じく一般化速度の二次形式で書かれている。作用積分の段階では運動は時間的なものに限定されない。また、質量 m がゼロの場合にも意味を持つ。
力学変数 X に関する運動方程式は
{\displaystyle {\frac {\delta S[X,\gamma ]}{\delta X_{i}^{\mu }(\lambda )}}=-{\dot {p}}_{i\mu }(\lambda )=0}
であり、一般化運動量は
{\displaystyle p_{i\mu }(\lambda )={\frac {1}{\gamma _{i}(\lambda )}}\eta _{\mu \nu }{\dot {X}}_{i}^{\nu }(\lambda )}
である。
補助変数 γi は、作用に微分が含まれておらず、非物理的な量である。補助変数の拘束条件は
{\displaystyle {\frac {\delta S[X,\gamma ]}{\delta \gamma _{i}(\lambda )}}={\frac {1}{2}}\left(-{\frac {1}{\gamma _{i}^{2}}}\eta _{\mu \nu }{\dot {X}}_{i}^{\mu }{\dot {X}}_{i}^{\nu }-m_{i}^{2}c^{2}\right)=0}
となる。質量 m がゼロでないときには
{\displaystyle \gamma _{i}^{2}=-{\frac {\eta _{\mu \nu }{\dot {X}}_{i}^{\mu }{\dot {X}}_{i}^{\nu }}{m_{i}^{2}c^{2}}}}
{\displaystyle \gamma _{i}={\frac {1}{m_{i}c}}{\sqrt {-({\dot {X}}_{i})^{2}}}}
となって上の作用積分と等価であることが確認される。補助変数の実数性を仮定すれば、運動が時間的なものに限定される。

### 電磁気学
電磁場の力学変数は電磁ポテンシャル A である。
自由空間において電磁場が物質 X と相互作用する系の作用汎関数は
{\displaystyle S[X,A]=S_{X}[X]+S_{A}[A]+S_{\text{int}}[X,A]}
の形で書かれる。
ここで SX は物質の項、SA は電磁場の項、Sint は電磁場と物質の相互作用項であり、電磁場の項は
{\displaystyle S_{A}[A]=-{\frac {1}{4Z_{0}}}\int F^{\mu \nu }F_{\mu \nu }(x){\sqrt {-g}}\,d^{4}x}
と書かれる。ここで F は電磁場テンソルである。
このとき、電磁場 A に対する運動方程式
{\displaystyle {\frac {c}{\sqrt {-g}}}{\frac {\delta S[X,A]}{\delta A_{\mu }(x)}}=j^{\mu }(x)+{\frac {c}{Z_{0}}}D_{\nu }F^{\nu \mu }(x)=0}
としてマクスウェルの方程式が導かれる。

#### 電磁場中の粒子系
物質場として相対論的な粒子系を考え、相互作用項として
{\displaystyle {\begin{aligned}S_{\text{int}}[X,A]&=\sum _{i}q_{i}\int {\dot {X}}_{i}^{\mu }(\lambda )\,A_{\mu }(X_{i})\,d\lambda \\&=\int \sum _{i}q_{i}\left(\int {\dot {X}}_{i}^{\mu }(\lambda )\,\delta ^{4}(X_{i}(\lambda )-x)\,d\lambda \right)A_{\mu }(x)\,d^{4}x\\\end{aligned}}}
を考える。
このとき、物質 X に関する運動方程式は
{\displaystyle {\frac {\delta S_{X}[X]}{\delta X_{i}^{\mu }(\lambda )}}+{\frac {\delta S_{\text{int}}[X,A]}{\delta X_{i}^{\mu }(\lambda )}}=-{\dot {p}}_{i\mu }(\lambda )+q_{i}{\dot {X}}_{i}^{\nu }(\lambda )\,F_{\nu \mu }(X_{i})=0}
となり、ローレンツ力を再現する。
また、4元電流密度は
{\displaystyle j^{\mu }(x)={\frac {c}{\sqrt {-g}}}{\frac {\delta S_{\text{int}}[X,A]}{\delta A_{\mu }(x)}}=\sum _{i}{\frac {q_{i}c}{\sqrt {-g}}}\int {\dot {X}}_{i}^{\mu }(\lambda )\,\delta ^{4}(X_{i}(\lambda )-x)\,d\lambda }
となる。

### 一般相対性理論
一般相対性理論においては、平坦な時空の計量は曲がった時空の計量 g に置き換えられ、これが力学変数となる。
作用積分は
{\displaystyle S[g,X]=S_{X}[g,X]+S_{g}[g]}
と書かれる。
重力場の項は
{\displaystyle S_{g}[g]={\frac {1}{2\kappa c}}\int R{\sqrt {-g}}\,d^{4}x}
である。
ここで R はスカラー曲率である。
アインシュタイン方程式は時空の計量 g の運動方程式として導かれる。